# Schluchtbachtal / Talsystem Bürvenicher Bach
Koordinaten: 50° 38′ 43″ N, 6° 35′ 4″ O
Das Naturschutzgebiet Schluchtbachtal / Talsystem Bürvenicher Bach liegt auf dem Gebiet der Stadt Zülpich im Kreis Euskirchen in Nordrhein-Westfalen.
Das aus zwei Teilflächen bestehende Gebiet erstreckt sich südwestlich der Kernstadt Zülpich sowie südlich und südwestlich des Zülpicher Stadtteils Bürvenich.

## Bedeutung
Das etwa 52,4 ha große Gebiet wurde im Jahr 2008 unter der Schlüsselnummer EU-177 unter Naturschutz gestellt. Schutzziele sind der
- Schutz und Erhalt eines Bachtales mit Vorkommen von geschützten Tier- und Pflanzenarten und
- Schutz und Erhalt von Bachauenbereichen und Halbtrockenrasen.[2]